# Kabupaten Subang
Kabupaten Subang är ett kabupaten i Indonesien.   Det ligger i provinsen Jawa Barat, i den västra delen av landet, 100 km öster om huvudstaden Jakarta. Antalet invånare är 1 566 916. Arean är 1 894 kvadratkilometer. Kabupaten Subang gränsar till Kabupaten Bandung Barat.
Terrängen i Kabupaten Subang är varierad.